# Kiszta’ar
Kiszta’ar (arab. كشتعار) – wieś w Syrii, w muhafazie Aleppo. W 2004 roku liczyła 38 mieszkańców.